# Georg auf Lieder

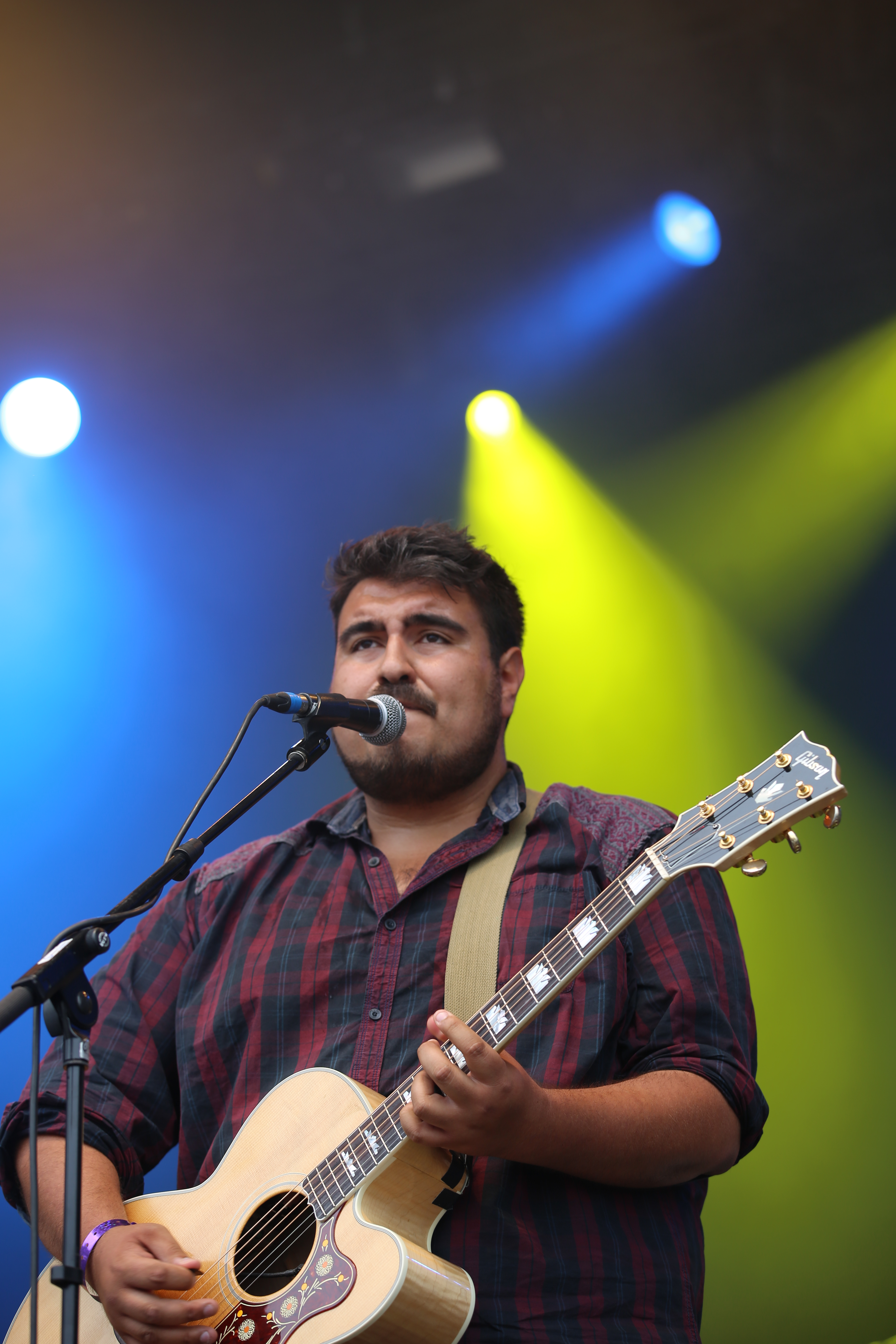
Georg auf Lieder, Rock am Ring 2014

Georg auf Lieder (bürgerlich Richard Georg Wolf, * 1988 in Hamburg) ist ein deutscher Pop-Rock-Musiker.

## Leben
Georg auf Lieder ist Sohn einer bolivianischen Mutter und eines deutschen Vaters. Er wuchs bei seiner Mutter auf. Im Alter von 17 Jahren brach er die Schule ab, um als Gitarrist in einer Punkband zu spielen, die sich jedoch nach kurzer Zeit auflöste. 2011 zog er von Hamburg nach Berlin und arbeitete dort zweieinhalb Jahre lang als Straßenmusiker auf dem Alexanderplatz, wobei er ausschließlich Eigenkompositionen spielte.
2012 vermittelte ihn ein Zuhörer an einen Künstlermanager. Beim Reeperbahn Festival in Hamburg konnte er ein Showcase vor Musikproduzenten und Vertretern von Plattenfirmen spielen. Er wurde daraufhin von Universal Music unter Vertrag genommen. 2014 erschien sein von Christian Neander produziertes Debütalbum Alexanderplatz, das sich in den deutschen Verkaufscharts auf Platz 60 platzierte. 2016 kam sein zweites Album Mano Grande auf den Markt. Sein drittes Album trägt den Namen Georg auf Lieder und erschien im April 2021. Es wurde von Philipp Schwär produziert.
Georg auf Lieder trat bei Rock im Park und Rock am Ring auf und spielte im Vorprogramm von Amy Macdonald, Imagine Dragons, Rea Garvey, MIA., Milow, Madsen und Juli. 2022 war er einer der Künstler, die im Festival „Lieder auf Banz“ auftraten. 

## Diskografie

### Alben
| Jahr | Titel          | Höchstplatzierung, Gesamtwochen, AuszeichnungChartplatzierungen (Jahr, Titel, Platzierungen, Wochen, Auszeichnungen, Anmerkungen) | Höchstplatzierung, Gesamtwochen, AuszeichnungChartplatzierungen (Jahr, Titel, Platzierungen, Wochen, Auszeichnungen, Anmerkungen) | Höchstplatzierung, Gesamtwochen, AuszeichnungChartplatzierungen (Jahr, Titel, Platzierungen, Wochen, Auszeichnungen, Anmerkungen) | Anmerkungen                           |
| Jahr | Titel          | DE | AT | CH | Anmerkungen                           |
| ---- | -------------- | --- | --- | --- | ------------------------------------- |
| 2014 | Alexanderplatz | DE60 (1 Wo.)DE | — | — | Erstveröffentlichung: 22. August 2014 |

Weitere Veröffentlichungen
- 2016: Mano Grande
- 2021: Georg auf Lieder

### Singles
- 2014: Marine
- 2016: Frosch
- 2016: Sie
- 2020: Wegen Dir
- 2020: Alexandra
- 2021: Bernd
- 2021: Nackt am See